# Memorialsantrag
In den Landsgemeindekantonen der Schweiz – das sind die Kantone Appenzell Innerrhoden und Glarus – kann jeder einzelne Stimmberechtigte mit einem Memorialsantrag (so der Begriff im Kanton Glarus) ein persönliches Begehren dem Landrat und dem Regierungsrat vorlegen. Diese Gremien prüfen die Anträge auf ihre (rechtliche) Zulässigkeit sowie auf ihre (politische) Erheblichkeit und berücksichtigen diese bei einer Gutheissung für die bevorstehende Landsgemeinde. Je nach Inhalt der Anträge werden einzelne als «unerheblich erklärt» oder der Landsgemeinde vorgelegt.
Das Memorial ist eine Broschüre in A4-Grösse, in der das Programm der Landsgemeinde zusammengefasst ist und die jede Haushaltung der vorgenannten Kantone erreicht.